# Projekt Boeing Yellowstone

Liczba pasażerów mieszcząca się w istniejących i przyszłych samolotach firmy Boeing

Yellowstone jest projektem firmy Boeing, mającym na celu zastąpienie jej wszystkich cywilnych odrzutowców samolotami wysokich technologii. Technologie, które mają zostać wprowadzone, to materiały kompozytowe, więcej układów elektrycznych (pozbycie się układów hydraulicznych) i bardziej ekonomiczne silniki turbowentylatorowe, takie jak Pratt & Whitney PW1000G, General Electric GEnx, CFM International CFM56 lub Rolls-Royce Trent 1000. Termin "Yellowstone" odnosi się do technologii, natomiast "Y1" czy "Y3" do konkretnych samolotów.
Pierwszym z tych projektów był Y2, znany jako Boeing 787.

## Projekty Yellowstone
Yellowstone podzielony jest na trzy projekty:
- Boeing Y1 – mający zastąpić Boeinga 737, 757 i 767-200[2]. Y1 obejmuje rynek samolotów 100-250 miejscowych, najprawdopodobniej projekt ten zostanie opracowany jako drugi. Boeing w listopadzie 2009 roku złożył wniosek patentowy, który został publicznie ogłoszony w sierpniu 2010. Przewidywał on eliptyczny kadłub zbudowany z materiałów kompozytowych[3]. Możliwe, że firma planuje go jako następcę 737.[4] Na początku roku 2011 Boeing przedstawił plany wymiany 737 do 2020 roku[5][6]. Program ten został jednak przesunięty w sierpniu 2011, w związku z decyzją o rozwoju 737 MAX[7], odnowionej wersji 737 Next Generation[8].

- Boeing Y2 – mający zastąpić Boeinga 767-300 i -400 oraz być może 777-200[9]. Y2 obejmuje rynek samolotów 250-350 miejscowych. Był to pierwszy z projektów Yellowstone i okazał się nim Boeing 787 Dreamliner. Y2 początkowo odnosił się do Boeinga Sonic Cruiser, który nazywany był projektem "Glacier"[10]. Dreamliner konkuruje z Airbusem A330, A340 i A350 XWB.

- Boeing Y3 – mający zastąpić Boeinga 777-300 i 747. Y3 obejmuje rynek samolotów 350-600+ miejscowych. Oczekuje się go jako trzeciego, który zostanie opracowany. Konkurować będzie z Airbusem A380 i z A350-1000. Jego wprowadzenie szacuje się na rok 2017. W czerwcu 2010 roku Emirates, które obsługuje najliczniejszą flotę 777, podjęło rozmowy z Boeingiem na temat planów rozwoju nowego odrzutowca, który miałby zastąpić 777[11].